# 9 v.Chr.
Het jaar 9 v.Chr. is een jaartal volgens de christelijke jaartelling. 

## Gebeurtenissen

### Italië
- 30 januari - In Rome wordt de Ara Pacis ("Altaar van de Vrede") ingewijd door keizer Augustus.

### Europa
- Nero Claudius Drusus bezet het gebied aan de Main in Beieren en laat grensforten bouwen in het Taunusgebergte.
- Drusus voert een veldtocht tegen de Marcomannen langs de Elbe en overlijdt ten gevolge van een val van zijn paard bij de rivier de Saale.

### Palestina
- Aretas IV (9 v.Chr. - 40) volgt Obodas III op als koning van de Nabateeërs.

## Geboren
- Asconius Pedianus, Romeins grammaticus en historicus (overleden 76)

## Overleden
- Nero Claudius Drusus (29), stiefzoon van Gaius Julius Caesar Octavianus (Augustus)